# Université d'État de Nakhitchevan
L'université d'État de Nakhitchevan est une université publique située à Nakhitchevan, en Azerbaïdjan.

## Histoire
L'université d'État de Nakhitchevan a été fondée en 1967. Au total, environ 6 000 étudiants étudient à l'université.

## Facultés
- Faculté de physique et de mathématiques
- Faculté des sciences naturelles et de l'agriculture
- Faculté de médecine
- Faculté d'architecture et d'ingénierie
- Faculté d'arts
- Faculté d'histoire et de philologie
- Faculté des relations internationales et de droit
- Faculté des langues étrangères
- Faculté pédagogique
- Faculté d'économie et de gestion